# أبو الوشي الصغير
أبو الوَشِي الصغير أو بَشّورة (الاسم العلمي Saturnia pavonia)، عثة ليلية جميلة الألوان المزركشة يكثر وجودها من أذار إلى حزيران. يرقاتها خاضلة تركب أوراق الخوخ وبعض النباتات التزييفية. تكافح باستعمال أحد الحواشير الفعالة نضخًا على الأوراق.

## معرض صور

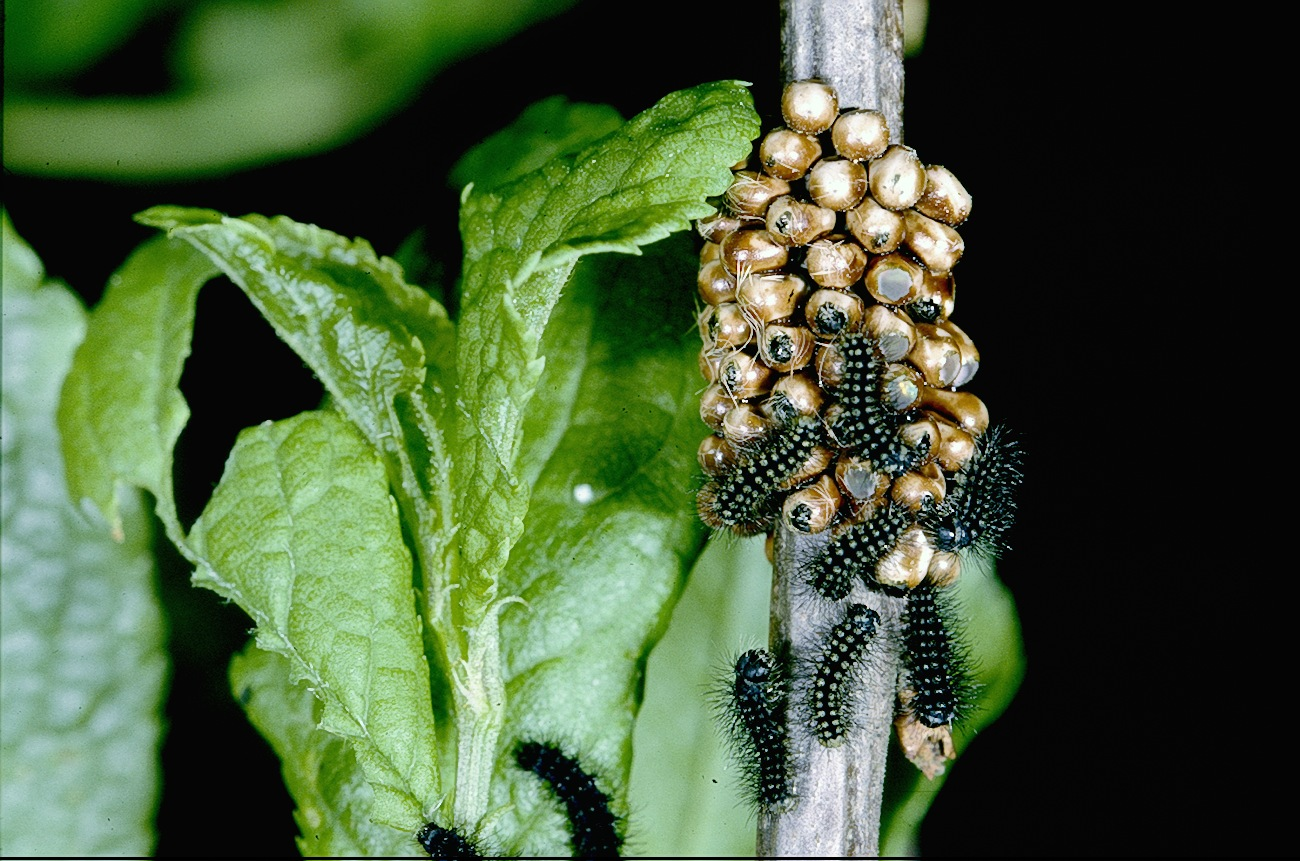
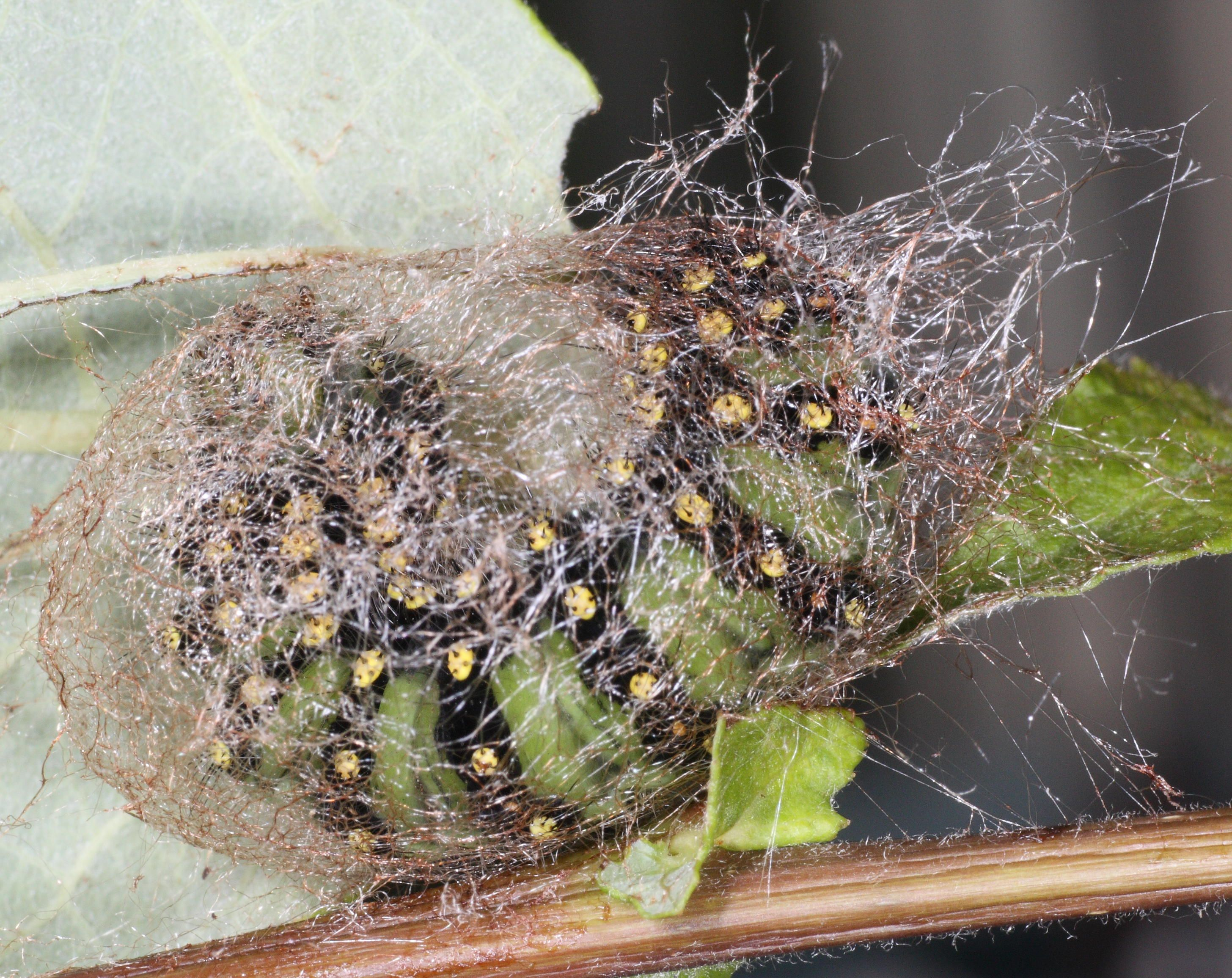
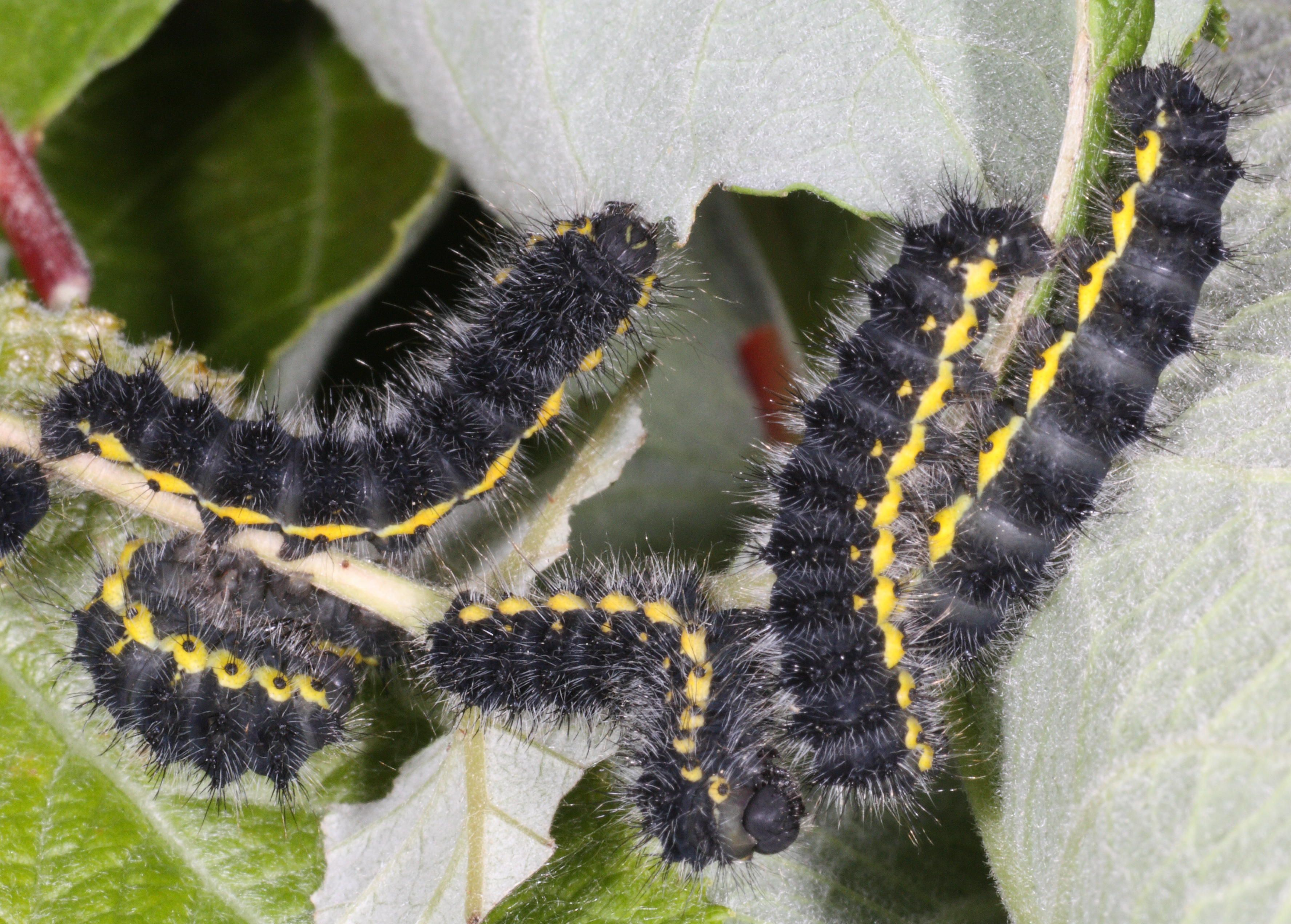
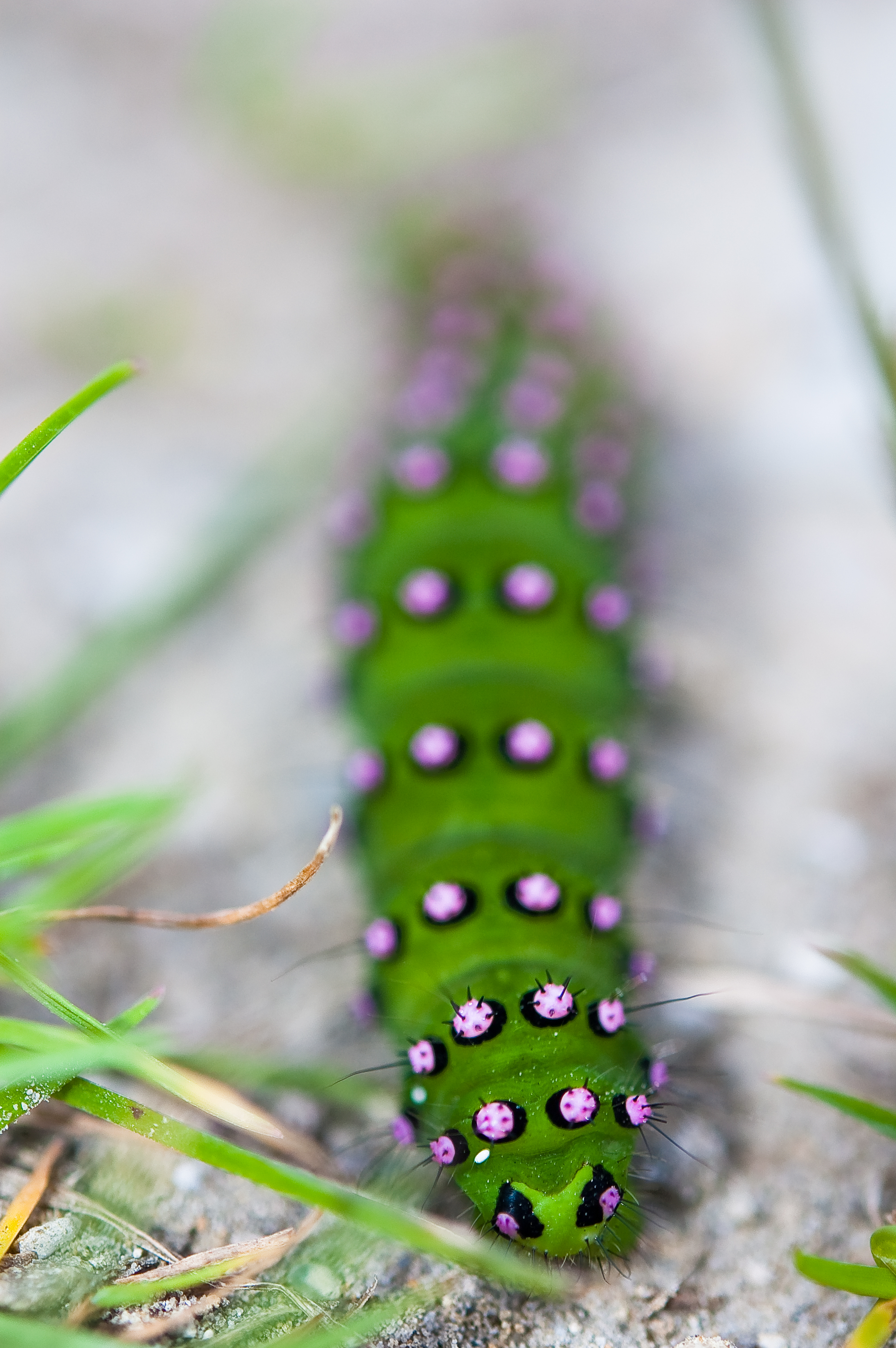
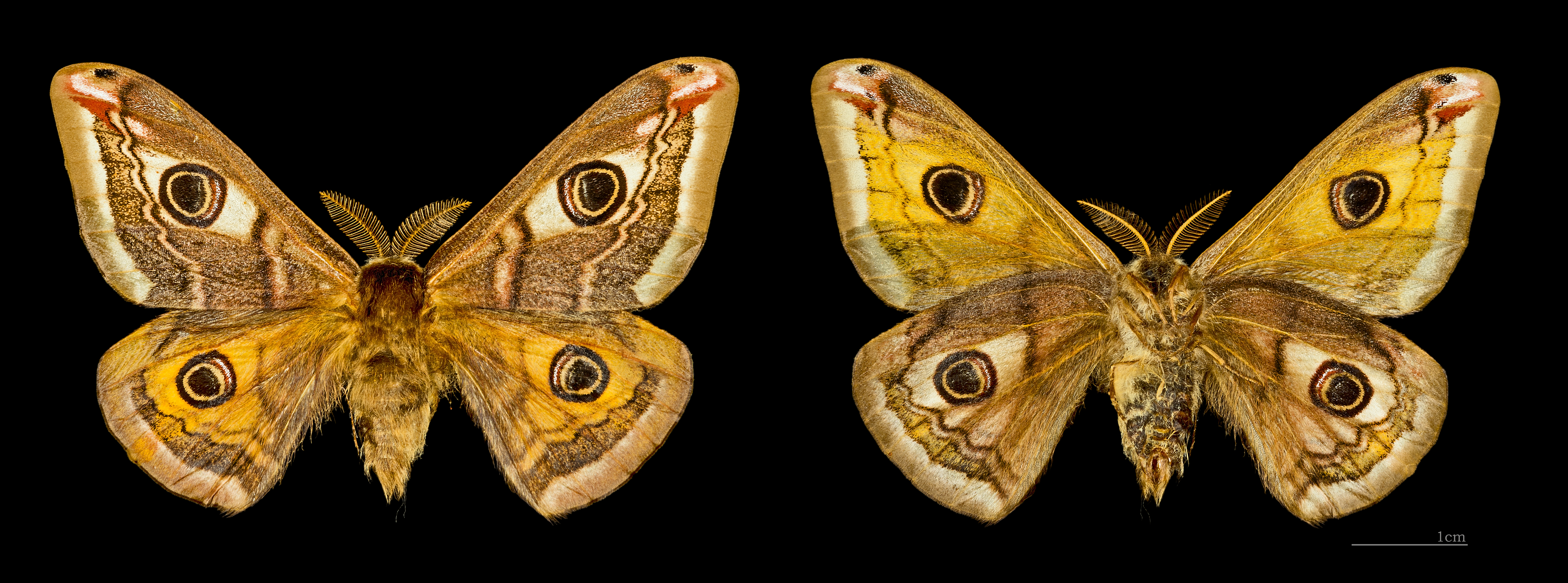